# Gail Shea
Pour les articles homonymes, voir Shea.
Gail Shea, née le 6 avril 1959 à Tignish, est une femme politique canadienne, ministre des Pêches et des Océans de 2008 à 2011 puis de 2013 à 2015 et ministre du Revenu national de 2011 à 2013.

## Biographie
Gail Shea naît à Skinners Pond dans l'Île-du-Prince-Édouard le 6 avril 1959. Chef d'entreprise, elle se lance en politique en 2000 et est élue députée de Tignish-DeBlois à l'Assemblée législative de l'Île-du-Prince-Édouard le 17 avril 2000. Elle exerce les fonctions de ministre provinciale des Collectivités et des Affaires culturelles et de ministre des Transports et des Travaux publics.
Elle se lance ensuite en politique fédérale et est élue sous la bannière du Parti conservateur à la Chambre des communes du Canada le 18 novembre 2008 comme députée de la circonscription d'Egmont. Elle est alors nommée ministre des Pêches et Océans le 30 octobre 2008, devenant ainsi la première femme à occuper ce poste. À la suite des élections législatives du 2 mai 2011, elle est nommée au poste de ministre du Revenu national.
Elle est défaite à l'élection générale de 2015.